# Player (Band)
Player (engl. für ‚Spieler‘) ist eine US-amerikanische Pop-Rock-Band aus Los Angeles.

## Geschichte
Auf einer Party in New York lernten sich Peter Beckett und John Crowley kennen und gründeten kurz darauf mit drei weiteren Musikern die Band. Ihren größten Hit hatten sie gleich mit ihrer ersten Single Baby Come Back 1977, mit der sie in den USA einen Millionenseller hatten und auf Platz 1 landeten. Es war das einzige Lied, mit dem sie international in die Charts kamen, in den USA waren sie dagegen bis 1982 in den Charts.
Ab 1988 wechselte John Crowley als Komponist und Solointerpret ins Country-Genre. Peter Beckett schloss sich 1992 der Little River Band an. Ronn Moss machte als Seriendarsteller in der Fernsehserie Reich und Schön Karriere.
Seit 1995 machen Beckett und Moss wieder als Player gemeinsam Musik.

## Mitglieder
- Peter Beckett (Sänger, Gitarre)
- John C. Crowley (* 13. November 1947 in Houston, Texas; Sänger, Gitarre)
- Wayne Cooke (Keyboards)
- Ronn Moss (* 4. März 1952 in Los Angeles, Kalifornien; Bass)
- John Friesen (Schlagzeug)

## Diskografie

### Alben
| Jahr | Titel         | Höchstplatzierung, Gesamtwochen, AuszeichnungChartsChartplatzierungen (Jahr, Titel, Platzierungen, Wochen, Auszeichnungen, Anmerkungen) | Anmerkungen |
| Jahr | Titel         | US | Anmerkungen |
| ---- | ------------- | --- | ----------- |
| 1977 | Player        | US26 Gold · (34 Wo.)US |             |
| 1978 | Danger Zone   | US37 Gold · (23 Wo.)US |             |
| 1981 | Spies of Life | US152 (7 Wo.)US |             |

Weitere Alben
- 1980: Room with a View
- 1995: Electric Shadow
- 1996: Lost in Reality (Re-Release von Electric Shadow)
- 2013: Too Many Reasons

### Singles
| Jahr | Titel Album                         | Höchstplatzierung, Gesamtwochen, AuszeichnungChartplatzierungen (Jahr, Titel, Album, Platzierungen, Wochen, Auszeichnungen, Anmerkungen) | Höchstplatzierung, Gesamtwochen, AuszeichnungChartplatzierungen (Jahr, Titel, Album, Platzierungen, Wochen, Auszeichnungen, Anmerkungen) | Anmerkungen |
| Jahr | Titel Album                         | UK | US | Anmerkungen |
| ---- | ----------------------------------- | --- | --- | ----------- |
| 1977 | Baby Come Back Player               | UK32 (7 Wo.)UK | US1 Gold · (32 Wo.)US |             |
| 1977 | This Time I’m in It for Love Player | — | US10 (17 Wo.)US |             |
| 1978 | Prisoner of Your Love Danger Zone   | — | US27 (11 Wo.)US |             |
| 1978 | Silver Lining Danger Zone           | — | US62 (6 Wo.)US |             |
| 1980 | It’s For You Room with a View       | — | US46 (8 Wo.)US |             |
| 1981 | If Looks Could Kill Spies of Life   | — | US48 (9 Wo.)US |             |

Weitere Singles
- 1980: Givin’ It All
- 1982: I’d Rather Be Gone

## Auszeichnungen für Musikverkäufe
| Goldene Schallplatte - Kanada - 1978: für die Single Baby Come Back |

Anmerkung: Auszeichnungen in Ländern aus den Charttabellen bzw. Chartboxen sind in ebendiesen zu finden.
| Land/RegionAuszeichnungen für Musikverkäufe (Land/Region, Auszeichnungen, Verkäufe, Quellen) | Gold     | Platin | Verkäufe  | Quellen         |
| -------------------------------------------------------------------------------------------- | -------- | ------ | --------- | --------------- |
| Kanada (MC)                                                                                  | Gold1    | —      | 75.000    | musiccanada.com |
| Vereinigte Staaten (RIAA)                                                                    | 3× Gold3 | —      | 2.000.000 | riaa.com        |
| Insgesamt                                                                                    | 4× Gold4 | —      |           |                 |